# Cees Veerman
Cornelis Pieter Veerman, dit Cees Veerman, né le 8 mars 1949 à Nieuw-Beijerland, est un homme politique néerlandais membre de l'Appel démocrate-chrétien (CDA).
Il est ministre de l'Agriculture entre 2002 et 2007.

## Éléments personnels

### Formation
Il est titulaire d'un diplôme de sciences économiques, obtenu à l'école supérieure d'économie des Pays-Bas, intégrée à l'université Érasme de Rotterdam, depuis 1973, et d'un doctorat d'agriculture, reçu dix ans plus tard à l'université agricole de Wageningen.

### Carrière universitaire
Il commence à travailler en 1971 comme professeur de sciences économiques et des affaires, puis exerce pendant un temps la profession d'agriculteur à Goudswaard. Il devient ensuite associé de recherche à l'université Érasme de Rotterdam, avant d'obtenir un poste de professeur agrégé d'économie à la faculté de sciences des affaires de Delft, puis de Rotterdam.
En 1989, il est recruté comme professeur d'économie et de sociologie des affaires agricoles par l'université catholique du Brabant, conservant ce poste jusqu'en 2002. Il le cumule, à partir de 1990, avec celui de professeur d'industrie agricole à l'université Érasme de Rotterdam. Il est choisi comme président du conseil exécutif de l'université de Wageningen sept ans plus tard, et le reste jusqu'en janvier 2002.

### Dans le monde des affaires
Porté à la tête du conseil de surveillance de Rabobank Pays-Bas en juin 2007, il préside également ceux du négociant Koninklijke Reesink, de Royal Barenburg Group, et depuis mars 2010, de la société de génie civil et de consultants DHV.

### Vie privée
Il est marié, père de trois enfants et de confession protestante.

## Parcours politique
Ayant adhéré à l'Union chrétienne historique (CHU) en 1977, il rejoint l'Appel démocrate-chrétien (CDA), fondé en partie par la CHU, en 1980.
Il est élu au conseil municipal de Nieuw-Beijerland en 1973, et y siège pendant sept ans. En 1986, il revient en politique comme membre du conseil municipal de Korendijk, dont il démissionne en 1990. Le 22 juillet 2002, Cees Veerman est nommé ministre de l'Agriculture, de la Protection de la nature et de la Pêche des Pays-Bas dans la coalition de droite de Jan Peter Balkenende. Il est reconduit le 28 mai 2003, voyant son titre évoluer en tant que ministre de l'Agriculture, de la Nature et de la Qualité alimentaire le 1er juillet suivant. Au début de l'année 2006, il est pressenti pour remplacer Balkenende comme Premier ministre dans le cadre d'une tentative de putsch interne au CDA, mais il refuse de s'y prêter et réitère son soutien envers le chef du gouvernement.
Il est chargé, à partir du 22 novembre 2006, de l'intérim de son ministère, finalement confié à Gerda Verburg à compter du 22 février 2007. Il est aussitôt choisi comme président de l'institut scientifique du CDA.

## Distinctions
- Officier de l'ordre d'Orange-Nassau